# دره‌شهر
دره‌شهر شهری در استان ایلام در ایران است که در ساحل غربی رود سیمره و در مجاورت شهر سیمره قرار دارد. 
بر پایهٔ سرشماری عمومی نفوس و مسکن در سال ۱۳۹۵ جمعیت این شهر ۲۱٬۹۰۰ نفر (۵٬۹۸۸ خانوار) بوده‌است.